# Alberto Cavaliere
(Alberto Cavaliere, Chimica in versi, Zanichelli, 1928 - 2ª edizione)
Alberto Cavaliere (Cittanova, 19 ottobre 1897 – Milano, 7 novembre 1967) è stato un poeta, giornalista e politico italiano.

## Biografia

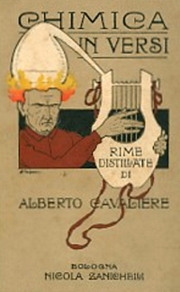
Chimica in versi - copertina ed. 1928

Dotato di una straordinaria capacità nel creare versi in rima, appena dodicenne venne espulso dal collegio per una poesia che satireggiava i suoi professori: un componimento caustico ma dalla metrica ineccepibile.
Alberto Cavaliere viene spesso ricordato per la sua Chimica in versi, originale libro scaturito da un esame non superato all'Università. Non scoraggiato dal fallimento, decise di rendere in versi l'intero corso di Chimica generale; si ripresentò davanti al docente e cominciò, ad ogni domanda, a sciorinare le sue rime, superando l'esame, davanti al professore dapprima spiazzato poi meravigliato dall'abilità poetica del suo alunno.
Laureatosi in Chimica alla Sapienza - Università di Roma, si trasferì a Milano dove esercitò per un breve periodo la professione di chimico, poi abbandonata per dedicarsi alla satira in versi ed al giornalismo.
Durante il fascismo, Cavaliere partecipò all'opposizione contro il regime; iscrittosi per qualche anno al P.C.I. clandestino, dopo l'8 settembre si iscrisse al P.S.I..
Sposato con un'ebrea russa di nome Penny Kaufmann, detta Fanny, con due figli (Alik, poi scultore e docente, e Renata, poi pediatra e imprenditrice degli yogurt Yomo, da vedova del fondatore Leo Vesely) considerati ebrei dalle leggi razziali allora vigenti, Cavaliere è costretto a 17 lunghi mesi di fuga e clandestinità fino alla Liberazione. La suocera e la cognata Sofia Schafranov sono deportate ad Auschwitz. Nel 1945 Cavaliere raccoglierà la testimonianza della cognata, una dei pochi sopravvissuti dalla deportazione, nel libro: I campi della morte in Germania nel racconto di una sopravvissuta, in quello che è il primo memoriale di un reduce di Auschwitz ad essere pubblicato in Italia.  Nel Pioniere tra settembre 1950 e aprile 1951 vennero pubblicate 32 puntate settimanali illustrate della storia Leggenda di Roma con suoi testi e con le illustrazioni di Raoul Verdini.
La popolarità acquisita da Cavaliere nell'immediato dopoguerra convinse il partito a candidarlo nel 1951 al Consiglio Comunale di Milano e due anni dopo alle politiche. Entrambe le candidature si rivelarono vincenti, ottenendo voti di preferenza maggiori di tanti politici di professione. Deputato per il P.S.I. nella legislatura 1953-1958, non perse la sua vena poetica, presentando argute e pungenti interrogazioni parlamentari in versi che, secondo molti, gli costarono la ricandidatura.
Il 30 ottobre 1967, una motocicletta lo travolse a Sanremo. Ricoverato nell'ospedale locale e poi trasferito a Milano, morì la mattina del 7 novembre, dopo una notte passata in rianimazione. Dopo la cremazione, le sue ceneri vennero poste al Cinerario di Levante del Cimitero Monumentale di Milano, nella tomba 79, che in seguito ospiterà anche le ceneri del figlio Alik, noto artista e docente all'Accademia di belle arti di Brera di Milano.
Il Comune di Milano gli intitolò una via, mentre il suo paese natale, Cittanova, gli intitolò una piazza e nel 1973 commissionò, in sua memoria, una scultura al figlio Alik presso la Villa comunale "C. Ruggiero".

## Opere
- Rime distillate (chimica in versi), Napoli, Giannini, 1921.
- Le soste del vagabondo. Versi, Bologna, Zanichelli, 1925.
- Chimica in versi. Inorganica e organica, Milano, Mursia, 1926.
- Chimica in versi (Rime distillate), Bologna, Zanichelli, 1928.
- Chimica organica in versi. Rime bidistillate, Bologna, Zanichelli, 1929.
- La strada sull'abisso. Liriche, Bologna, Zanichelli, 1929.
- Storia Romana in versi, con prefazione di Giuseppe Bottai, Bologna, Zanichelli, 1930; Roma, Signorelli, 1939; Milano, Hoepli, 1961.
- Chimica in versi. Organica ed inorganica, Roma, Umoristi Del Marc'Aurelio, 1935.
- Reparto agitati. Poemi del tempo perduto, Bologna, Cappelli, 1936.
- L'Abissinia liberata, in collaborazione con Torquato Tasso ed altri illustri vati, poemetto burlesco, Roma, Tumminelli, 1936.
- Quella villa è mia..., Roma, Vettorini, 1937; Milano, Sonzogno, 1942.
- Chimica in versi. Inorganica e organica, Roma, Signorelli, 1939.
- Le frontiere dell'impossibile, Milano, Sonzogno, 1942.
- I campi della morte in Germania nel racconto di una sopravvissuta, Milano, Sonzogno, 1945.
- Il megalomane, Milano, Sonzogno, 1946.
- Satire politiche, Milano, Sonzogno, 1946.
- Opere di Alberto Cavaliere. Poesie scelte (1918-1928), Milano, Mecenate, 1948.
- Il piccolo Perrault. Nove fiabe riassunte [in versi], Milano, Genio, 1948.
- Da Cesare a Churchill (Storia d'Inghilterra), Milano, Pinetti, 1950; Milano, Adiemme, 1965.
- Il soldatino di piombo. Versione poetica, Milano, Piccoli, 1951.
- Racconti da Goldoni, Milano, Genio, 1952.
- Poesie socialiste. Epigrammi a tutto spiano dedicati alla D.C. (perché il popolo italiano apra gli occhi e voti P.S.I.), Roma, A cura del Partito socialista italiano, 1953.
- La parola a Alberto Cavaliere, Milano-Roma, Edizioni Avanti!, 1953.
- Radiocronache rimate, Torino, Edizioni Radio italiana, 1956.
- La storia di Milano in sesta rima, Milano, Ceschina, 1959.
- Due lombardi alla prima crociata. Avventure di terra e di mare in venti episodi, Milano, Mursia, 1963.
- Cara mamma. Poesie di tutti i tempi, a cura di, Milano, Omnia, 1964.
- H2O. Chimica in versi, Milano, Mursia, 1965.
- Trattato elementare di metrica e rimario pratico della lingua italiana, Milano, Edizioni SAEPES, 1966.
- E vennero i beat, Milano, Bietti, 1968.
- L'Urlando furioso e altre rime dall'Avanti! (con commento storico-metrico-letterario e note copiosissime a cura di Gerimio Aderi), Cittanova, Lyriks, 2025.

## Collaborazioni
- Il Travaso
- Bertoldo di Guareschi e Mosca
- La Domenica del Corriere
- L'Illustrazione italiana
- Il Becco giallo
- Marc'Aurelio
- Stampa Sera
- Il Pioniere
- Avanti!
- Radio Milano